# Mojokrapak
Mojokrapak is een bestuurslaag in het regentschap Jombang van de provincie Oost-Java, Indonesië. Mojokrapak telt 6260 inwoners (volkstelling 2010).